# Penetrator

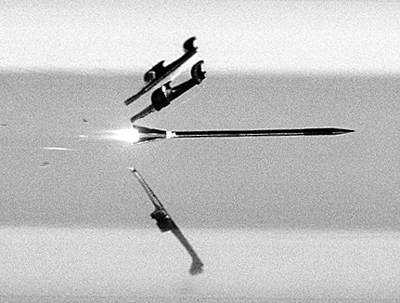
Odsłonięty penetrator po oddzieleniu się sabotu

Penetrator (z łac. penetratio 'przenikanie' od penetrare 'przenikać; wkradać się') – w technologii wojskowej mianem tym określa się roboczą część (rdzeń) pocisku podkalibrowego, którego zadaniem jest wyłącznie przeniesienie energii kinetycznej wystrzału we względnie wysokiej masie i umożliwiający jej skupienie w małym przekroju, w rezultacie umożliwiający przebicie się przez pancerz. 
Charakterystyczną cechą penetratora jest brak głowicy bojowej z materiałem wybuchowym oraz bardzo mała średnica w stosunku do długości. Po przebiciu się przez pancerz, następuje samoczynne rozpryśnięcie i samozapłon w wyniku wysokiej temperatury, rozdrobnienia i ew. zdolności piroforycznych materiału, z którego jest on zbudowany. Penetrator wykonywany jest z twardych materiałów o wysokiej gęstości (węglik wolframu, uran zubożony). Użycie zubożonego uranu obniżało koszty w stosunku do produkcji penetratora z węglika wolframu i jednocześnie zwiększała przenikanie przez pancerz o około 15% przy tej samej prędkości uderzenia w cel.